# سیگنال هیل (کالیفرنیا)
سیگنال هیل (به انگلیسی: Signal Hill) شهری در شهرستان لس‌آنجلس، کالیفرنیا ایالت کالیفرنیا است که در سرشماری سال ۲۰۱۰ میلادی، ۱۱۰۱۶ نفر جمعیت داشته است.